# Pilar Gonzalo
Pilar Gonzalo Prieto (Palencia, 10 de marzo de 1971) es una gestora cultural, comisaria de exposiciones y  docente española.

## Formación
Se licenció en Historia del Arte  en la Universidad de Salamanca en el año 1993. Obtuvo la Beca Fulbright para la Ampliación de Estudios Artísticos y Gestión Cultural en los Estados Unidos de América concedida por el Ministerio de Cultura de España entre los años 2005 y 2007, en la universidad de Columbia en New York, en el Art Institute of Chicago en Illinois y Seton Hall, en Nueva Jersey. Realizó un Master of Arts in Museum Studies por Seton Hall University con la especialidad de Nonprofits Arts Administration

## Trayectoria profesional
Pilar Gonzalo trabaja en el Museo Nacional Centro de Arte Reina Sofía desde el año 2009. Ha trabajado anteriormente en el Museum of Modern Art (MoMA) de Nueva York y ha ejercido en España como Directora Técnica del Instituto de Arte Contemporáneo (IAC). Su labor en el Museo Nacional Centro de Arte Reina Sofía se desarrolla en el departamento de comunicación dedicada a los proyectos digitales y a gestionar el sistema de las colecciones.
Además, ha sido Directora del Foro de Cultura y buenas prácticas, una iniciativa independiente sin ánimo de lucro  con el fin de impulsar las buenas prácticas, y sin ánimo de lucro cuyo fin es impulsar las buenas prácticas, transparencia, y vigilar el buen gobierno, financiación responsable y medición de resultados. En el año 2016, como directora del Foro de cultura y buenas prácticas en España, participa en el encuentro organizado por el Instituto de la Cultura y las Artes de Sevilla para la transformación de las políticas culturales de Sevilla
Compagina su trabajo en el MNCARS con la enseñanza como profesora de postgrado en diversas universidades abordando los temas de estrategias, herramientas y entornos online para la transparencia y la rendición de cuentas en la gestión de la cultura.

## Comisariados
Entre otrosː del artista japonés Yasumasa Morimura. Historia del Arte 2000, en las salas de la Fundación Telefónica de Madrid en el marco de Photo España 2000. En ella Morimura hace un recorrido por la Historia del Arte en España con un punto de vista irónico.

## Publicaciones
Ha publicado artículos y reseñas en distintos diarios y revistas de arte españolas y extranjeras, entre las que destacan: Arte y Parte, ArtyCo, Boletín de la Fundación Telefónica, C International Photo Magazine, Lateral. Revista de cultura, Revista de libros, Matador, Minerva. Revista del Círculo de Bellas Artes de Madrid.
Autora del libro Zombies, castrados, mantis y deformes: Notas para una exploración de la postfotografía. La confluencia de lo fantástico, lo real y lo siniestro en la obra de Calum Colvin, Jeff Wall e Inez van Lamsweerde, con el que obtuvo el “Premio de Ensayo y Crítica de Arte” concedido por la Asoiación Murciana de Críticos de Arte.
Colabora periódicamente desde el año 2010 en el medio Compromiso empresarial, en cuya web figura el listado de todas sus colaboraciones sobre temas de actualidad relacionados con el arte.